# Vichel-Nanteuil
Vichel-Nanteuil és un municipi francès situat al departament de l'Aisne i a la regió dels Alts de França. L'any 2007 tenia 98 habitants.

## Demografia

### Població
El 2007 la població de fet de Vichel-Nanteuil era de 98 persones. Hi havia 29 famílies de les quals 12 eren unipersonals (4 homes vivint sols i 8 dones vivint soles) i 17 parelles amb fills.
La població ha evolucionat segons el següent gràfic:
Habitants censats

### Habitatges
El 2007 hi havia 46 habitatges, 34 eren l'habitatge principal de la família, 9 eren segones residències i 3 estaven desocupats. Tots els 45 habitatges eren cases. Dels 34 habitatges principals, 26 estaven ocupats pels seus propietaris, 5 estaven llogats i ocupats pels llogaters i 2 estaven cedits a títol gratuït; 3 tenien una cambra, 1 en tenia dues, 2 en tenien tres, 5 en tenien quatre i 22 en tenien cinc o més. 24 habitatges disposaven pel capbaix d'una plaça de pàrquing. A 13 habitatges hi havia un automòbil i a 18 n'hi havia dos o més.

### Piràmide de població
La piràmide de població per edats i sexe el 2009 era:
| Homes | Edats   | Dones |
| ----- | ------- | ----- |
| 0     | 95 o +  | 0     |
| 0     | 90 a 94 | 0     |
| 0     | 85 a 89 | 0     |
| 0     | 80 a 84 | 0     |
| 0     | 75 a 79 | 0     |
| 4     | 70 a 74 | 4     |
| 0     | 65 a 69 | 0     |
| 0     | 60 a 64 | 4     |
| 0     | 55 a 59 | 4     |
| 4     | 50 a 54 | 0     |
| 8     | 45 a 49 | 8     |
| 8     | 40 a 44 | 0     |
| 0     | 35 a 39 | 4     |
| 0     | 30 a 34 | 0     |
| 0     | 25 a 29 | 0     |
| 0     | 20 a 24 | 4     |
| 4     | 15 a 19 | 0     |
| 0     | 10 a 14 | 0     |
| 0     | 5 a 9   | 0     |
| 0     | 0 a 4   | 4     |

## Economia
El 2007 la població en edat de treballar era de 57 persones, 41 eren actives i 16 eren inactives. De les 41 persones actives 37 estaven ocupades (22 homes i 15 dones) i 4 estaven aturades (1 home i 3 dones). De les 16 persones inactives 5 estaven jubilades, 4 estaven estudiant i 7 estaven classificades com a «altres inactius».
Activitats econòmiques
Dels 3 establiments que hi havia el 2007, 1 era d'una empresa de comerç i reparació d'automòbils, 1 d'una empresa de transport i 1 d'una empresa d'hostatgeria i restauració.
L'any 2000 a Vichel-Nanteuil hi havia 4 explotacions agrícoles que ocupaven un total de 584 hectàrees.

## Poblacions més properes
El següent diagrama mostra les poblacions més properes.